# Byron Howard
Byron Howard (Misawa, 26 dicembre 1968) è un regista e animatore statunitense.
È noto per aver diretto alcuni classici Disney come Bolt - Un eroe a quattro zampe (2008), Rapunzel - L'intreccio della torre (2010), Zootropolis (2016) e Encanto (2021), aggiudicandosi per ben due volte il Premio Oscar al miglior film d'animazione, per quest'ultimi due titoli.

## Biografia
Byron Howard è nato a Misawa, in Giappone, ed è cresciuto sia nella periferia di Filadelfia che di Issaquah, in una famiglia di classe media, frequentando l'Evergreen State College di Olympia. 

### Carriera
Ha cominciato la sua carriera alla Disney, lavorando come guida turistica ai Disney's Hollywood Studios. Aveva sempre sognato di lavorare per la Disney ed aveva scritto al maestro animatore Frank Thomas, mentre cresceva. Ben presto iniziò il tirocinio presso lo Studio Disney e fu assunto nel 1994, lavorando come animatore in film tra cui Pocahontas (1995), Mulan (1998), Lilo & Stitch (2002), Koda, fratello orso (2003). Per quest'ultimo lavoro ha ricevuto una candidatura agli Annie Award per la miglior animazione dei personaggi.
Nel 2008 dirige il suo primo film d'animazione Bolt - Un eroe a quattro zampe, con il quale riceve la sua prima candidatura al Premio Oscar per il miglior film d'animazione. L'anno seguente diventa membro dell'Academy of Motion Picture Arts and Sciences. Nel 2010 dirige Rapunzel - L'intreccio della torre, co-diretto con Nathan Greno, e successivamente un cortometraggio, due anni più tardi, basato sui personaggi della pellicola intitolato Rapunzel - Le incredibili nozze.
Nel 2016 dirige Zootropolis, co-diretto con Rich Moore, con il quale si aggiudica il suo primo Premio Oscar per il miglior film d'animazione. Nel 2021 dirige Encanto, co-diretto con Jared Bush, lavorando assieme a Lin-Manuel Miranda. Grazie a questa pellicola si aggiudica per la seconda volta il Premio Oscar per il miglior film d'animazione ed anche, il British Academy Film Awards per il miglior film d'animazione.

## Vita privata
Nel documentario di Fusion Imagining Zootopia, ha dichiarato che è apertamente gay e che è sposato dal 1988.

## Filmografia

### Regista

#### Cinema
- Bolt - Un eroe a quattro zampe (Bolt), co-regia con Chris Williams (2008)
- Rapunzel - L'intreccio della torre (Tangled), co-regia con Nathan Greno (2010)
- Zootropolis (Zootopia), co-regia con Rich Moore (2016)
- Encanto, co-regia con Jared Bush (2021)

#### Cortometraggi
- Rapunzel - Le incredibili nozze (Tangled Ever After), co-regia con Nathan Greno (2012)

### Sceneggiatore
- Rapunzel - Le incredibili nozze, regia di Byron Howard e Nathan Greno  (2012)
- Zootropolis, regia di Byron Howard e Rich Moore (2016) - soggetto

### Animatore
- Pocahontas (1995), regia di Mike Gabriel ed Eric Goldberg
- Mulan (1998), regia di Tony Bancroft e Barry Cook
- Lilo & Stitch (2002), regia di Chris Sanders e Dean DeBlois
- Koda, fratello orso (2003), regia di Aaron Blaise e Robert Walker
- Chicken Little - Amici per le penne (2005), regia di Mark Dindal

### Produttore esecutivo
- Frozen II - Il segreto di Arendelle (2019), regia di Chris Buck e Jennifer Lee

## Riconoscimenti
- Premio Oscar
  - 2009 – Candidatura per il miglior film d'animazione per Bolt - Un eroe a quattro zampe[5]
  - 2017 – Miglior film d'animazione per Zootropolis[11]
  - 2022 – Miglior film d’animazione per Encanto[13]
- Annie Award
  - 2004 – Candidatura alla miglior animazione dei personaggi per Koda, fratello orso[4]
  - 2017 – Miglior regia in un film d'animazione per Zootropolis
  - 2022 – Candidatura per la miglior regia in un film d'animazione per Encanto
- British Academy Film Awards
  - 2017 – Candidatura per il miglior film d'animazione per Zootropolis
  - 2022 – Miglior film d'animazione per Encanto[14]